# رنگینک-ژیان‌مرغ ریزه
رنگینک-ژیان‌مرغ ریزه (انگلیسی: Tiny tyrant-manakin) پرنده‌ای از خانواده رنگینکان است.